# Artes marciais chinesas
As artes marciais chinesas (em chinês: 中國武術; romaniz.: zhōngguó wǔshù (pinyin)), conhecidas no Ocidente como Kung fu (em chinês: 功夫; romaniz.: Gōngfū (pinyin)) e na China como Wushu (em chinês: 武術 ou 武术; romaniz.: Wǔshù), são artes marciais provenientes do Extremo Oriente e datam de cerca de 2000 a.C., durante a dinastia Xia (c. 2100 – c. 1600 a.C.)

## Etimologias
Kung fu significa, literalmente, "caminho do tempo de habilidade".

## História das artes marciais chinesas
Modos de lutar provavelmente existem desde os primórdios dos seres humanos. Técnicas de combate são tão antigas e têm origens tão remotas quanto a guerra. Mas as artes marciais chinesas não são somente métodos de lutas. São a sistematização e teorização destes métodos a partir de categorias próprias da cultura. A cultura está e sempre esteve em transformação, gerando, continuamente, novos significados para a arte marcial. O que se tem, ainda hoje, é um processo vivo de origens de novas e renovadas artes, escolas e estilos de kung fu.[carece de fontes?]
A referência mais antiga ao kung fu data de 2674 a.C., na época de Huang Ti. Alega-se que a maioria das artes marciais chinesas e algumas artes marciais japonesas são originárias de Bodhidharma, um monge indiano que teria vivido, segundo certas narrativas, durante alguns anos no Templo Shaolin (um mosteiro budista) durante sua visita à China por volta do ano 525. Bodhidharma teria acrescentado, aos conceitos taoistas que já influenciavam o kung fu, conceitos budistas da escola ch'an. Estudiosos, no entanto, consideram essa alegação com considerável ceticismo, já que notas históricas e a arqueologia moderna relatam origens mais antigas de algumas técnicas e escolas chinesas.
De qualquer forma, o Templo Shaolin, localizado na província de Henan, próximo à cidade de Dengfeng, conta com séculos de tradição fomentando as artes marciais, já que o templo proporcionou abrigo para artistas marciais das mais variadas escolas provenientes de toda a China. Outro local famoso como suposta origem de diversas artes marciais é a montanha de Wudang, Patrimônio Mundial da UNESCO, onde existem diversos templos taoistas. Alega-se que Wudang teria sido o centro nascedouro das artes marciais ditas "internas" (neijia, 内家).
Apesar das lendas, mitos e histórias de origem que postulam uma antiguidade milenar para as artes marciais chinesas, há muito pouco indício histórico documentado de algo capaz de ser considerado próximo ao que entendemos como kung fu de modo mais sistematizado, antes do século XVI, durante a Dinastia Ming. A maior parte das escolas e estilos de artes marciais existentes hoje tem origem documentada do século XIX em diante.
A moderna história das artes marciais chinesas pode ser traçada a partir da época em que foi criada a Associação Jingwu. Desde o final do século XIX, nos últimos anos da Dinastia Qing e início da história republicana da China, houve um primeiro grande projeto de "modernização" cultural do país. Nesta época, na cidade de Xangai, um centro cosmopolita de atividade comercial e trânsito internacional intenso, era criada a Associação Jingwu (Chin Woo). Nela, juntamente com diversas práticas esportivas e lúdicas do ocidente, desenvolveram-se atividades educacionais envolvendo artes marciais. A partir dos anos 1910, diversas associações foram sendo criadas com escopo nas artes marciais e na sua relação com a nacionalidade, como foram, por exemplo, os casos da própria Escola de Calistenia Jingwu de Xangai (1910), renomeada como Associação Atlética Jingwu em 1916, Associação dos Wushi de Tianjin (1911), Sociedade de Pesquisa sobre as Artes Marciais de Xangai (1911) e Sociedade de Pesquisa sobre Artes da Espada de Pequim (1912).
O ensino de artes marciais – na época, comumente referidas pela palavra wuyi (武藝) – na Associação Jingwu modificou bastante as formas pelas quais o seu conhecimento vinha sendo transmitido. Até então, não havia academias nas quais qualquer interessado poderia se matricular. Antes, as aulas eram restritas a membros de uma mesma família ou clã. Foi a Jingwu que abriu, de certa maneira, o ensino das artes marciais a qualquer interessado, inclusive mulheres, até então afastadas desta prática. Ela também modernizou o programa técnico a ser ensinado, criou sistemas de classificação e estimulou a escrita e a publicação de livros e manuais para a facilitação do aprendizado.
O sucesso da Associação Jingwu acabou promovendo as artes marciais. Na época, a China estava passando por um processo histórico de muita agitação política e conflitos bélicos. Por volta dos anos 1930, o Partido Nacionalista dominava o governo. Ele incentivou a promoção das artes marciais em moldes semelhantes ao da Associação Jingwu. Foi quando surgiu a expressão guoshu (国术) ou kuoshu (em Wade–Giles), "arte nacional". Também é, desta época, a criação da Academia Central de Artes Nacionais, com sede em Nanquim e com seções espalhadas pelo país.
Quando o Partido Comunista Chinês chega ao poder em meados do século XX, o ensino das artes marciais já era uma política bem estabelecida de governo. Assim permaneceu. Contudo, as escolas, mestres e associações identificadas como o guoshu e o projeto nacionalista sofreram perseguições e acabaram se desenvolvendo fora da China, fosse em Taiwan, Hong Kong ou no exterior, por exemplo. Na época da Guerra Fria, o esporte era um meio importante de demonstração da superioridade ideológica. As competições, como as Olimpíadas, eram momentos para as nações e seus blocos demonstrarem, para o mundo, a sua grandeza. As artes marciais foram adaptadas pelo governo chinês para poderem cumprir este papel de divulgação da nova China que surgia. Uma das transformações foi de nomenclatura. Guoshu, termo muito associado ao Partido Nacionalista e ao seu projeto, foi transformado em wushu (武術 ou 武术). Na verdade, guoshu era uma provável simplificação de Zhongguo wushu (中國武術), "artes marciais chinesas". A "nova" nomenclatura, neste sentido, apenas teria simplificado de outra forma aquele termo.
O princípio básico da arte, no entanto, seria alterado muito mais do que a sua simples nomenclatura. O ecletismo do kuoshu seria substituído pela busca de padronização de formas e pela especialização dos atletas. A padronização servia para a montagem de rotinas que fossem capazes de impressionar o público pela sua beleza plástica e fornecer parâmetros de julgamento em competições. A formação de atletas passou a visar a tornar os seus rendimentos cada vez mais altos em suas especialidades, aumentando as suas chances em competições. Disso derivou, por exemplo, a separação entre luta e formas presente nas escolas mais modernas de boxe chinês ou de sanshou.
Em matéria de estilos, a padronização das formas com vistas à exibição e a competições gerou um estilo híbrido de wushu a partir, sobretudo, das "escolas do norte", o chamado Changquan, inspirado principalmente no shaolinquan e no huaquan. As "artes internas" também receberam impacto do wushu. Com o objetivo de fomentar práticas ligadas à saúde, o governo chinês promoveu a formação, para uso escolar, de uma rotina curta simplificada de 24 movimentos a partir da forma longa de 103 movimentos do Taijiquan da família Yang.

### A história doKung Funo Ocidente
Até a década de 1970, fora da China, pouquíssimas pessoas fora da comunidade chinesa conheciam o kung fu. No entanto, com o sucesso dos filmes protagonizados pelo ator estadunidense Bruce Lee, o kung fu tornou-se uma mania mundial.
No Brasil, o kung fu foi introduzido no bairro da Liberdade da cidade de São Paulo na década de 1940 pelo mestre W. Lee Chang. A este mestre, seguiram-se outros como Chan Kwok Wai, Hao, Lope Shiu Ping Lok, Liu e Lay.

## Estilos de artes marciais chinesas
Há uma gama enorme de estilos, escolas e linhagens de artes marciais chinesas. São igualmente variados os seus objetivos e práticas sociais a que estão associados. Definir, por exemplo, as artes marciais chinesas apenas pelo seu sentido de defesa pessoal ou por qualquer outro dos seus aspectos (artístico, filosófico, terapêutico, estético, lúdico, esportivo, espiritual etc.) seria excessivamente redutor. Seus usos históricos, no passado e no presente, são vários e as suas características também variam muito de caso a caso. De tão diferentes muitas vezes entre si, é mais correto falar em "artes marciais chinesas", no plural, do que em "estilos" de "arte marcial chinesa".  De modo geral, há diversas classificações tradicionalmente utilizadas para organizar o conhecimento sobre as artes marciais chinesas na sua multiplicidade e variações.
Dependendo do estilo ou da escola de artes marciais chinesas, além das modalidades de "punho" (拳, quán), elas podem envolver técnicas de armas (器接, qì jiē). As sequências para treino, aprendizagem e desenvolvimento de técnicas de punho, em grande parte das escolas e estilos, são denominados kati, taolu (套路) ou quantao (拳套). Existem diversas armas utilizadas nas artes marciais chinesas, sendo algumas delas bastante conhecidas, como: jian (剑), a espada de corte duplo; qiang (枪), a lança; gun (棍), o bastão, e dao (刀), o sabre. As técnicas de punho envolvem quatro elementos básicos (ou declinações): golpes com a mão (dǎ, 打), chutes (tī, 踢), controle de articulações (ná, 拿) e derrubadas (shuāi, 摔). Não se podem esquecer, portanto, dentre as técnicas de artes marciais chinesas, aquelas do chamado Shuaijiao (摔跤), envolvendo projeções e quedas, e do chamado Qinna (擒拿), com as suas técnicas de torções e imobilizações.
Contemporaneamente, dividem-se, também, as artes marciais chinesas de acordo com características ligadas a proveniências. Tomando, como limite, o Rio Azul (長江, Cháng Jiāng ou Yangtze), divide-se a China entre norte e sul. Aos estilos provenientes do norte, dá-se o nome genérico de Changquan (长拳), "punho longo". Aos estilos provenientes do sul, dá-se o nome genérico de Nanquan (南拳). Devido à dificuldade de precisar a origem histórica dos diversos estilos de artes marciais chinesas, há muitas controvérsias relacionadas a esta divisão por proveniência. Convencionalmente, associam-se, aos estilos do norte, movimentos mais alongados dos membros, uso de chutes mais altos e flexibilidade. Aos estilos sul, por outro lado, associam-se movimentos mais curtos, de força explosiva e bases mais fechadas. Contudo, mesmo estas características gerais não são sempre verificadas em todos os estilos classificados como do sul ou do norte. A divisão acaba sendo mais relevante nas competições de taolu no wushu moderno.
Desde o início do século XX, as artes marciais chinesas têm sido divididas em duas grandes famílias: externas (外家, wàijiā) e internas (neijia, 内家). A diferença está no foco principal de seu treinamento. Interno, em artes marciais, é o processo de entendimento, cultivo e direcionamento do ch'i que circula pelo organismo. Externo é o processo que exprime a circulação energética de maneira visual e física nos músculos e movimentos corporais. Estilos internos focalizam nos aspectos ligados ao desenvolvimento e direcionamento do Qi ou "energia vital", desde o início do treinamento. Os movimentos da maioria dos estilos internos, como, por exemplo, os do Taijiquan da Família Yang, são executados lentamente, embora alguns também incluam movimentos explosivos, como aqueles do Xinyiquan, Taijiquan da Família Chen e Baguazhang. O treinamento interno, em escolas tradicionais, costuma envolver práticas de posturas fixas de qigong, como, por exemplo, a "postura da árvore" (Zhan Zhuang). Estilos internos também podem abranger exercícios com armas. Treinamentos em duplas, como, por exemplo, o Tui Shou, são largamente utilizados em escolas internas de arte marcial. Estilos externos são os mais comumente associados às artes marciais chinesas. São geralmente rápidos e explosivos, com foco na força física (lì, 力) e na agilidade. São iniciados com um treinamento de força muscular, velocidade e aplicação e, geralmente, integram práticas de qigong marcial. Exemplos de estilos externos bem conhecidos são o Wing Chun, considerado um estilo de características do sul (nanquan), e o Shaolinquan (Chinês tradicional: 少林拳; pinyin: Shàolín Quan), considerado um estilo de características do norte (changquan). Tanto estilos internos quanto internos geram "força marcial" (jin, 勁) por meio da combinação controlada de qi (气)e li (力), podendo ser mais leves quando predomina o qi ou mais duros quando predomina o li.
Outra forma de classificação divide as artes marciais chinesas em:
- Kan-shu: artes que empregam golpes traumáticos
- Tao-shu: artes que empregam a espada
- Chi-shu: artes que empregam golpes de arremesso
- Chiao-li: arte de lutar corpo a corpo com chaves e estrangulamentos
- Chin-na: artes que empregam pressões e torções nos pontos vitais
- I-shu: artes que se baseiam em sequências clássicas de movimento (kati)[35]
- Outra arte que também se utiliza do Kati, denomina-se Tai Chi Chuan, estilo similar ao Kung Fu.